# Robert Lockwood Jr.
Pour les articles homonymes, voir Lockwood.
Robert Lockwood Jr. (né le 27 mars 1915 près de Helena dans l'Arkansas et décédé le 21 novembre 2006), était un guitariste de blues américain.

## Biographie
Il enregistra pour Chess Records dans les années 1950 et 1960.
Il fut l'un des collaborateurs de longue date et guitariste pour Chess Records de Sonny Boy Williamson II.
Il parcourt les États-Unis, de Chicago à Memphis, en passant par Cleveland où il rencontre Johnny Shines, qu'il accompagnera jusqu'à sa mort.
Beau-fils du célèbre Robert Johnson, Lockwood a fait sa place dans les annales de l'histoire du blues. Il habitait à Cleveland dans l'Ohio et tournait encore à 86 ans.

## Discographie
- 1997 : I got to find me a Woman (Verve-Polygram) avec B. B. King, Joe Louis Walker
- 1999 : The complete Trix Recordings (32 Blues records)
- 2000 : Delta Crossroads (Telarc)

## Filmographie
- DVD the Blues of Robert Lockwood Jr (live le 29 août 1984 à La Nouvelle-Orléans)